# Крестовник лесной
Кресто́вник лесно́й (лат. Senécio sylváticus) — травянистое растение, вид рода Крестовник (Senecio) семейства Астровые (Сложноцветные).

## Ботаническое описание

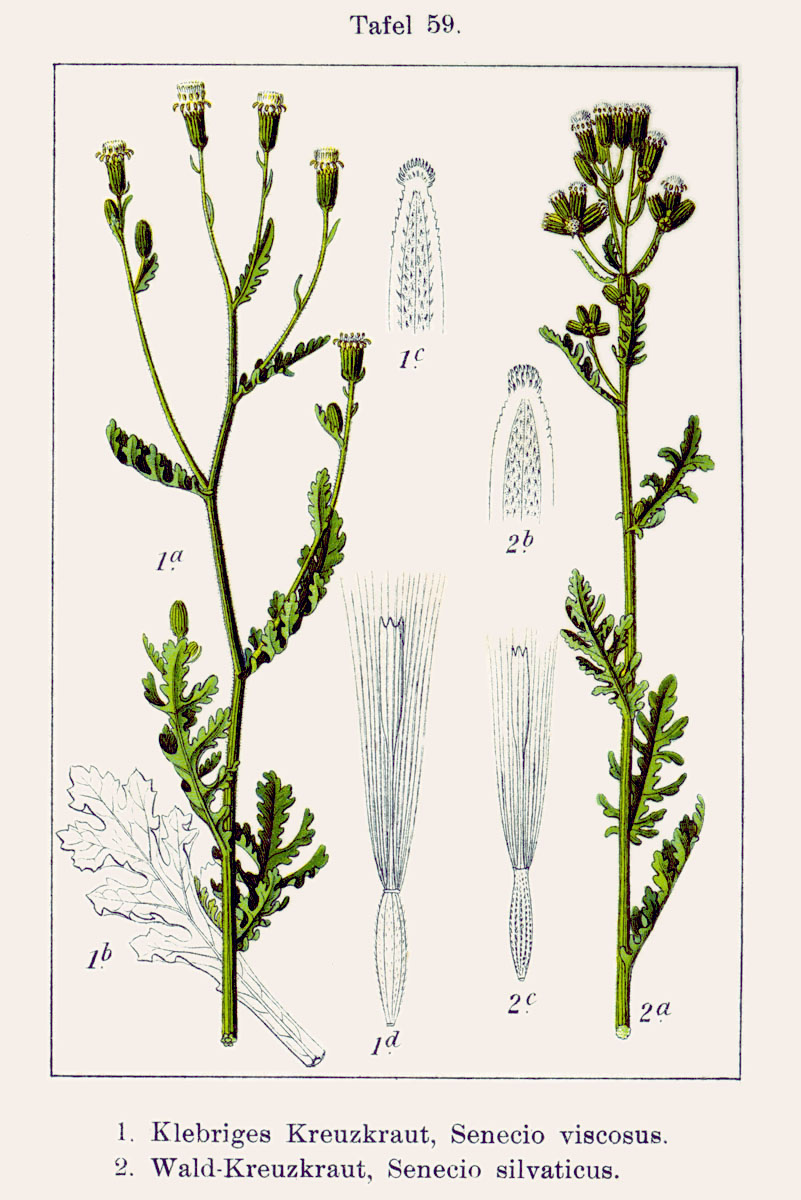
Ботаническая иллюстрация

Однолетнее травянистое растение высотой от 15 до 50 (редко до 80) см. В отличие от похожего Senecio viscosus, не имеет неприятного запаха. Стебли прямостоячие, бороздчатые, ветвистые в верхней части, паутинисто-пушистые, позднее голые и без железистых волосков. Листочки продолговатые или обратнояйцевидные, перисто-лопастные с продолговатыми или линейными, неравнозубчатыми сегментами. Нижние листья сжаты в короткий черешок, верхние — сидячие с суженным (не сердцевидным) основанием.
От 12 до 24 цветочных корзинок собраны в рыхлое метельчатое соцветие. Капительчатые соцветия имеют диаметр 5 мм. Прицветник  узкоцилиндрической формы, длиной от 7 до 9 мм, в основании без наружных прицветников или с несколькими короткими наружными прицветниками, опущенными на стебель. Отдельные из 13 прицветников узколинейные, зелёные, без чёрного кончика и, как и стебли капитула, несколько железистые. Каждая головка имеет 13 лучевых бледно-жёлтых соцветий (редко отсутствуют), которые свернуты назад и лишь слегка выступают над зачатком. Жёлтые, радиально симметричные трубчатые цветки находятся внутри. Семянки длиной 2,5 мм, жестковолосистые и слегка бороздчатые, их паппус грязновато-белый, почти такой же длины, как дисковые цветки во время цветения, и примерно такой же длины, как плоды во время плодоношения. Время цветения — с июля по сентябрь.
Число хромосом 2n = 40.
Растение считается ядовитым.

## Распространение
Вид встречается на большей части Европы, в Германии он распространен от рассеянного до широко распространенного. Его первоначальный ареал включает Мадейру, Португалию, Испанию, Францию, Великобританию, Ирландию, Италию, Бельгию, Нидерланды, Германию, Швейцарию, Австрию, Чехию, Польшу, Словакию, Норвегию, Швецию, Финляндию, страны Балтии, Венгрию, Сербию, Словению, Балканский полуостров, Болгарию, Румынию, Украину и Турцию.
В основном заселяет вырубки, а также разреженные лиственные, смешанные леса и опушки лесов, встречается в Тироле на высоте до 1800 метров над уровнем моря. Характерный вид порядка Atropetalia и встречается, в частности, в сообществах ассоциаций Epilobion angustifolii или Atropion.
В Швейцарии значения экологических показателей согласно Ландольту: индекс влажности F = 3 (умеренно влажный), индекс освещенности L = 3 (полутенистый), индекс реакции R = 2 (кислый), индекс температуры T = 3+ (субгорный и верхнеколлинеарный), индекс питательности N = 4 (богатый питательными веществами), индекс континентальности K = 4 (субконтинентальный).
Неофит в Северной Америке, Аргентине, Чили, Новой Зеландии, на Гавайях и Азорских островах.

## Экология
Нитрификатор и гумусообразователь.
В качестве опылителей были замечены мухи и осы-копальщики.
Подвергается нападению грибов Erysibe cichoriacearum, Pirottaea gallica, Coleosporium senecionis и Puccinia ligericae.

## Синонимы

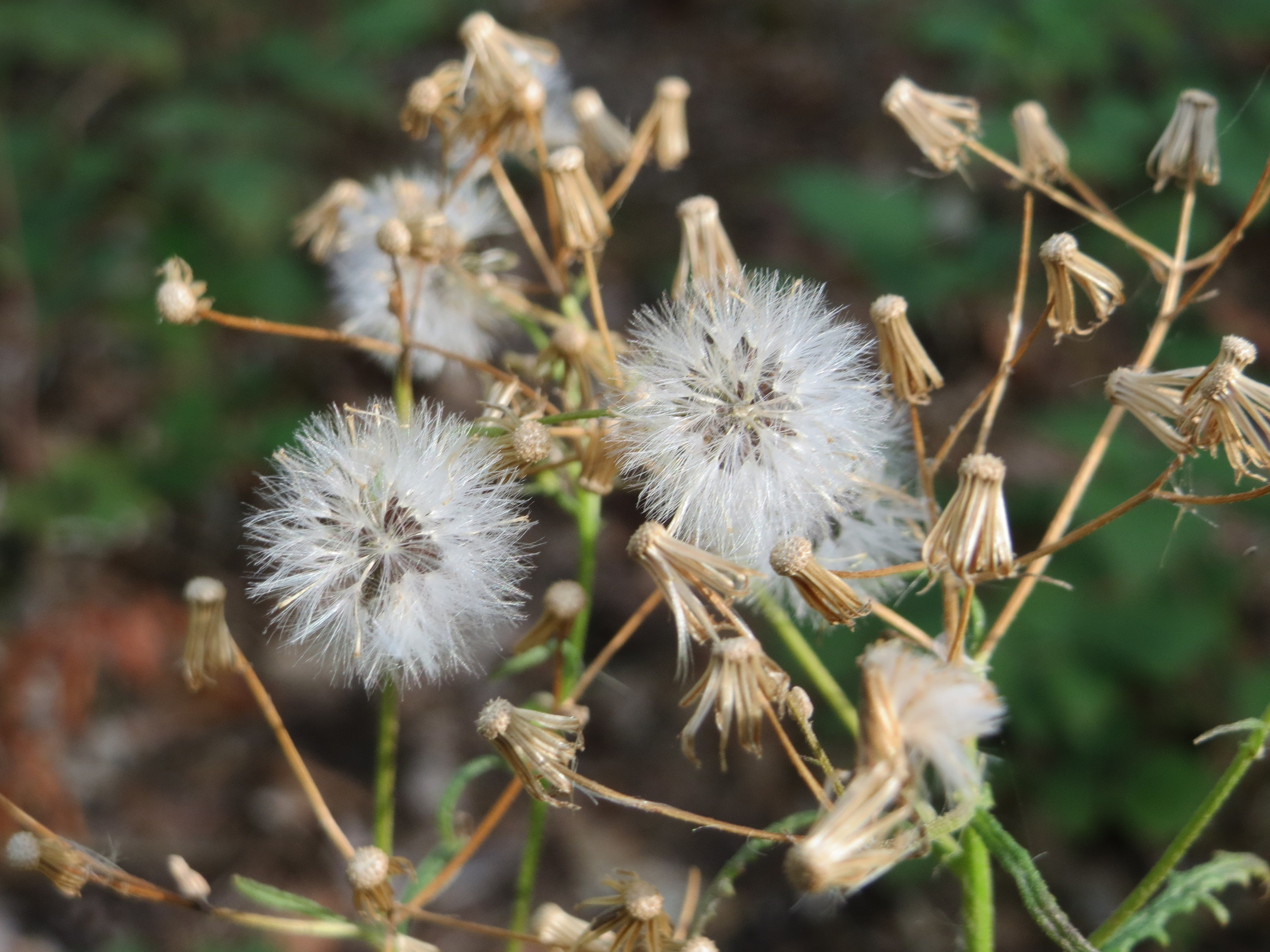
Соцветие в стадии плодоношения зрелых семян

По данным GBIF на январь 2025 года в синонимику вида входят следующие названия:
- = Jacobaea denticulata Gilib.
- = Jacobaea sylvatica (L.) Moench
- = Moerkensteinia sylvatica (L.) Opiz
- = Obaejaca sylvatica (L.) Cass.
- = Senecio areolatus Colenso
- = Senecio lividus Nolte
- = Senecio sylvaticus f. eradiatus C.G.Westerl.
- = Senecio sylvaticus var. denticulatus Wahlenb.
- = Senecio sylvaticus var. gracilis Schur
- = Senecio sylvaticus var. minor Gaudin
- = Senecio sylvaticus var. pumilus H.Mart.